# Say Na Na Na
Chansons représentant Saint-Marin au Concours Eurovision de la chanson
Who We Are (chanson de Jessika et Jenifer Brening)
(2018)
Say Na Na Na (« Dis Na Na Na ») est une chanson interprétée par le chanteur, producteur et présentateur de télévision turc Serhat pour représenter Saint-Marin au Concours Eurovision de la chanson 2019 à Tel-Aviv en Israël. L'artiste est accompagné sur scène par les choristes Chantal Hartmann, Inès Voha et Giulia Wahn, ainsi que par les danceurs Sebastián Millepied et Johan D. Seil.

## À l'Eurovision
La chanson représente Saint-Marin au Concours Eurovision de la chanson 2019, après qu'elle et son interprète Serhat ont été sélectionnées en interne par le radiodiffuseur Saint-Marinais, San Marino RTV (SMRTV). La chanson est officiellement présentée le 7 mars 2019.
Say Na Na Na participe à la 1re demi-finale de l'Eurovision 2019 le 14 mai 2019 à Tel-Aviv en faisant partie de la deuxième moitié de concurrents et se qualifie pour la finale du 18 mai où la chanson termine à la 19e en obtenant 77 points.